# Crisi della Nullificazione
La crisi della Nullificazione (Nullification Crisis) fu una crisi politica negli Stati Uniti d'America esplosa nel biennio 1832-33, durante la presidenza di Andrew Jackson, che comportò uno scontro aperto tra la Carolina del Sud e il governo federale. Essa scoppiò a seguito della decisione assunta dalla Carolina meridionale di dichiarare che l'imposizione dei dazi tariffari, previsti dalla legge sui dazi del 1828, parzialmente modificata da una legge del 1832, era nulla nei propri confini di Stato federato.
La nazione aveva patito una prolungata crisi economica per tutto il decennio 1820 e la Carolina del Sud era stata particolarmente colpita. Molti dei suoi dirigenti videro come causa della recessione la politica nazionale dei dazi dopo la guerra anglo-americana, che cercò di promuovere la produzione di beni finiti statunitense rispetto alla concorrenza europea. La legge sui dazi del 1828, molto dibattuta e che introduceva tariffe daziarie alte come mai prima di allora (nota ai suoi detrattori come i dazi delle abominazioni) fu promulgata proprio alla scadenza della presidenza di John Quincy Adams. Essa fu contestata in special modo nel profondo Sud, oltre che in alcune zone della Nuova Inghilterra; i suoi avversari si aspettavano che la vittoria di Andrew Jackson, difensore dei diritti degli Stati, alle elezioni presidenziali del 1828 avrebbe comportato una riduzione significativa dei dazi.
La presidenza di Jackson, però, non riuscì a prendere una direzione precisa in merito anche a causa di divisioni interne al gabinetto, e la fazione più radicale iniziò a sostenere che la Carolina del Sud potesse proclamare autonomamente la nullità della legge sui dazi all'interno del proprio Stato. Nella compagine di Jackson si verificò uno scontro aperto tra il presidente in carica e il suo vicepresidente John Calhoun, nativo della Carolina del Sud e il più convinto sostenitore della teoria di "nullificazione" statale in ambito costituzionale.
Il 14 luglio 1832 Jackson promulgò una nuova legge sui dazi, un tentativo di compromesso che ricevette il sostegno della stragrande maggioranza dei nordisti e della metà circa dei sudisti al Congresso. Le riduzioni delle aliquote daziarie previste dalla nuova legge furono però giudicate insufficienti dalla Carolina del Sud, tanto che il 24 novembre seguente si convocò appositamente un'assemblea statale che adottò l'ordine di Nullificazione, che proclamava che le leggi del 1828 e del 1832 erano incostituzionali e pertanto non sarebbero state più applicate nel territorio dello Stato a partire dal 1º febbraio 1833. Lo Stato iniziò inoltre a prepararsi militarmente, nell'intenzione di resistere con la forza all'applicazione della legge federale. A dicembre il vicepresidente Calhoun si dimise, perché la Carolina del Sud l'aveva nominato proprio senatore al Senato degli Stati Uniti, nella convinzione che potesse aiutare la causa della "nullificazione" al Congresso.
Il 1º marzo 1833 il Congresso approvò due disegni di legge: uno denominato Force Bill che autorizzava il presidente ad utilizzare forze militari da inviare contro la Carolina, e l'altro un ulteriore tentativo di compromesso sui dazi. I "ribelli", anche a fronte della minaccia della forza, accettarono la nuova legge, la convention statale della Carolina del Sud venne riconvocata ed abrogò la sua ordinanza di annullamento il 15 di marzo; tre giorni dopo, per rinnovare i propri principi di autonomia, dichiarò invalida la Force Bill.
In tal maniera la grave crisi istituzionale ebbe termine ed entrambe le parti poterono trovare motivi per rivendicare una vittoria. I dazi furono progressivamente ridotti, ma la "dottrina della "nullificazione" e dei relativi diritti degli Stati rimase una questione controversa. Intorno al 1850 l'espansione dello schiavismo nei territori occidentali, percepita come minacciosa da parte dei nordisti, divenne l'oggetto principale del dibattito nazionale.

## Antefatti storici 1787-1816
Lo storico Richard E. Ellis ha scritto:
La portata di un tale cambiamento e il problema dell'attribuzione dei poteri tra Stato federato e le istituzioni federali sarebbero presto divenuti argomento di dibattito ideologico, fino alla guerra di secessione americana e anche oltre.
Nel corso dei primi anni del decennio 1790 la controversia si concentrò sul programma finanziario e centralizzato del segretario al tesoro Alexander Hamilton durante la presidenza di George Washington, in netto contrasto con il programma agrario e democratico sostenuto da Thomas Jefferson; un conflitto questo che condusse alla formazione dei primi due partiti politici nazionali della storia degli Stati Uniti: il Partito Federalista e il Partito Democratico-Repubblicano (il cosiddetto "primo sistema partitico"). Verso la fine di quello stesso decennio, durante la presidenza di John Adams le leggi dette Alien and Sedition Acts, che restringevano i diritti degli immigrati, suscitarono la reazione dei alcuni Stati attraverso le risoluzioni del Kentucky e della Virginia, in cui i due Stati sostenevano l'incostituzionalità di quelle leggi. La prima delle risoluzioni, scritta direttamente da Jefferson, conteneva il passo, spesso citato come giustificazione sia della "nullificazione" sia anche della secessione:
La risoluzione della Virginia, scritta da James Madison, sostenne un'argomentazione simile:
Gli storici non concordano sulla misura in cui entrambe le risoluzioni difesero la cosiddetta "dottrina dell'annullamento". Lance Banning scrisse: "I legislatori del Kentucky (o più probabilmente John Breckinridge, colui che spinse per la risoluzione) cancellarono il suggerimento di Jefferson sul fatto che il rimedio legittimo alle usurpazioni federali fosse un "annullamento" di tali leggi da parte di ogni Stato, che agiva di sua propria iniziativa per impedirne l'applicazione all'interno dei rispettivi confini. Anziché suggerire misure individuali di questo tipo, sebbene concertate, il Kentucky si limitò a di chiedere agli altri Stati di unirsi a dichiarare che le leggi erano "nulle e senza validità" e a "richiedere la loro abrogazione" nella sessione successiva del Congresso". La frase chiave e la parola stessa "nullificazione" vennero utilizzate in ulteriori risoluzioni approvate dal Kentucky nel 1799.
Il giudizio di Madison è più chiaro; era presidente di un comitato istituito dal parlamento della Virginia, che pubblicò un corposo rapporto sulle risoluzioni del 1798, dopo che queste erano state criticate da diversi Stati. Il rapporto affermava che il singolo Stato non aveva reclamato per le sue affermazioni la forza di una legge: "Le dichiarazioni in questi casi sono espressioni di opinione, non accompagnate da altro effetto che quello sull'opinione, suscitando una riflessione. Le opinioni della magistratura, per converso, sono applicate immediatamente con la forza". Se vari Stati concordavano sulle dichiarazioni, vi erano differenti vie da seguire per vedere prevalere la propria posizione, per esempio convincendo il Congresso ad abrogare la legge incostituzionale, o convocando un'assemblea costituzionale, com'era possibile se richiesto da due terzi degli Stati. Quando, al tempo della crisi della nullificazione, Madison esaminò le risoluzioni del Kentucky del 1799, sostenne che esse non erano parola di Jefferson, e che questi non lo intendeva come un diritto costituzionale, ma un diritto alla rivoluzione. A tal proposito il biografo di Madison Ralph Ketcham ha scritto:
Lo storico Sean Wilentz spiega così la diffusa opposizione alle risoluzioni:
Le elezioni presidenziali del 1800 rappresentarono un punto di svolta nel sistema politico nazionale, poiché i Federalisti vennero sostituiti dai Repubblicani-Democratici guidati da Jefferson; ma i quattro mandati presidenziali dal 1800 al 1817 fecero «ben poco per far progredire la causa dei "diritti degli Stati" e molto invece per indebolirla». Nonostante l'opposizione di Jefferson, il potere giudiziario federale guidato dal presidente della Corte Suprema John Marshall aumentò. La stessa presidenza di Thomas Jefferson ampliò i poteri federali attraverso l'acquisto della Louisiana e l'utilizzo dell'embargo del 1807 a livello nazionale pensato per impedire il coinvolgimento nelle guerre napoleoniche. La presidenza di James Madison nel 1809 usò la truppe nazionali per far rispettare in Pennsylvania una decisione della Corte Suprema, nominò il "nazionalista estremo" Joseph Story alla Corte suprema, promulgò la legge che istituiva la Seconda banca degli Stati Uniti e richiese un emendamento costituzionale per favorire i lavori pubblici federali.
La guerra anglo-americana trovò oppositori soprattutto nella Nuova Inghilterra. Un'assemblea si riunì nel 1814 a Hartford, nel Connecticut, per considerare una risposta concertata alla politica bellica del presidente Madison. Il dibattito che ne scaturì permise a molti "radicali" di sostenere la causa dei diritti e della relativa sovranità statale; ma alla fine le voci più moderate predominarono e il risultato non fu né la secessione né la nullificazione, bensì la proposta di una serie di emendamenti costituzionali. Identificando il dominio degli Stati del sud sulle istituzioni federali come la causa principale di molti dei loro problemi, gli emendamenti proposti inclusero «l'abrogazione del compromesso dei tre quinti (per cui uno schiavo era computato come tre quinti di una persona libera nei censimenti e quindi nel peso di uno Stato alla Camera dei rappresentanti), il requisito per cui due terzi di entrambe le Camere del Congresso dovessero approvare l'ingresso di un nuovo Stato nell'Unione, i limiti della lunghezza degli embarghi e una clausola per impedire l'elezione di un presidente proveniente dallo stesso Stato del precedente, chiaramente pensata contro la Virginia». La guerra ebbe però termine prima che le proposte potessero essere presentate al presidente Madison.
Dopo la conclusione della guerra del 1812, osserva S. Wilentz:
Questo spirito di spinto spirito nazionale fu strettamente correlato all'enorme crescita e prosperità dell'economia del dopoguerra. Tuttavia la giovane nazione subì la sua prima grave crisi finanziaria già con il panico del 1819 e tutti gli anni 1820 si rivelarono un periodo di instabilità politica che condusse a nuovi aspri dibattiti tra opinioni contrarie sull'esatta natura del federalismo americano. «L'estrema retorica democratica e agraria» che era parsa così efficace nel 1798 portò a nuovi attacchi alle «numerose imprese orientate al mercato, in particolare banche, industrie, creditori e lontani investitori nell'agricoltura».

## Dazi (1816-1828)
La legge sui dazi del 1816 introdusse alcuni elementi di protezionismo e riscosse consensi in ogni parte della nazione, compreso quello di John Calhoun e dell'altro esponente della Carolina del Sud William Jones Lowndes. La legge sui dazi del 1824 fu il primo provvedimento che legava dazi protezionisti ai lavori pubblici federali. Promossa da Henry Clay del Kentucky, la legge istituì un'aliquota generale protezionista del 35% del valore, rispetto al 25% stabilito otto anni prima, ed aumentò al contempo i dazi su ferro, lana, cotone e altri prodotti. Il disegno di legge fu approvato da una ristrettissima maggioranza alla Camera dei Rappresentanti, con 107 favorevoli e 102 contrari. Gli Stati centrali e quelli del nord ovest appoggiavano la legge, il sud e gli sud ovest in generale vi si opposero, mentre la Nuova Inghilterra si divise, con una lieve maggioranza di contrari. Al Senato, appoggiata dal senatore del Tennessee Andrew Jackson, la legge fu approvata con uno scarto di quattro voti, e James Monroe, erede della serie dei presidenti della Virginia, la promulgò il 24 marzo 1824. Daniel Webster del Massachusetts era l'esponente più in vista dell'opposizione alla legge nel nord est.
La protesta scaturita contro la prospettiva e la costituzionalità di dazi più alti iniziò tra il 1826 e il 1827 con William Branch Giles, che riuscì a far approvare dal parlamento della Virginia risoluzioni che non riconoscevano al Congresso il potere di introdurre dazi protezionisti, citando le precedenti risoluzioni della Virginia del 1798 e la loro difesa da parte di James Madison nel 1800. Madison rifiutava sia l'appello all'annullamento che il dubbio d'incostituzionalità; aveva sempre sostenuto che il potere di regolare il commercio includesse anche l'istituzione di dazi. Thomas Jefferson invece, alla fine della sua vita, aveva scritto contro i dazi protezionisti.
La legge sui dazi del 1828 fu in gran parte opera di Martin Van Buren e costituì in parte uno stratagemma politico per favorire la vittoria di Jackson alle elezioni presidenziali del 1828. Van Buren prevedeva che il sud avrebbe alla fine votato per il candidato del Partito Democratico indipendentemente dalla legge, per cui ignorò gli interessi locali dei sudisti nella stesura della legge. Riguardo alla Nuova Inghilterra, Van Buren pensò che era dal canto suo altrettanto certa nell'appoggio al presidente in carica John Quincy Adams, per cui la nuova legge introdusse pesanti dazi sulle materie prime usate nel nord est come canapa, lino, melassa, ferro e velature per imbarcazioni. Con un dazio specifico sul ferro pensata per soddisfare gli interessi della Pennsylvania, Van Buren si attendeva che la legge avrebbe contribuito a far vincere Jackson nello Stato di New York, in Missouri, Ohio e Kentucky. Oltre all'opposizione sudista e di alcuni al nord est, la legge sui dazi fu approvata con il pieno appoggio della maggioranza dei sostenitori di Jackson al Congresso e fu promulgata da John Quincy Adams al principio del 1828.
Come previsto, Jackson e il suo candidato vice Calhoun, vinsero in tutto il sud con numeri schiaccianti ovunque tranne che in Louisiana, dove Adams raggiunse, pur perdendo, il 47% dei suffragi. Un buon numero di sudisti rimase tuttavia insoddisfatto poiché Jackson, nei suoi primi due messaggi annuali al Congresso, evitò di attaccare la legge sui dazi in vigore. Lo storico William John Cooper Jr. scrive:

## Contesto della Carolina del Sud 1819-1828
La Carolina del Sud fu pesantemente colpita dalla crisi economica nazionale del decennio 1820, durante il quale la popolazione diminuì di 56.000 bianchi e di 30.000 schiavi afroamericani, su una popolazione totale libera e schiava di 580.000 unità. I bianchi emigrarono verso territori più favorevoli, conducendo gli schiavi con sé o in alternativa vendendoli ai mercanti schiavisti che cercarono di rivenderli al sud.
Lo storico Richard E. Ellis descrive in questi termini la situazione:
I capi politici dello Stato, guidati dai promotori della teoria dei diritti degli stati come William Smith e Thomas Cooper, attribuivano la maggior parte dei problemi economici della Carolina del Sud alla legge sui dazi del 1816 e ai lavori pubblici federali. Altre ragioni significative delle difficoltà dello Stato erano sicuramente l'erosione del suolo e la competizione che proveniva dal Nuovo sudovest. Un importante portavoce della campagna contro i dazi fu George McDuffie, che rese popolare la teoria delle "40 balle". McDuffie sosteneva che un'aliquota daziaria del 40% sui beni finiti in cotone significava che «in pratica l'industriale entra nei vostri granai e vi ruba 40 balle ogni 100 balle che voi producete». Anche se matematicamente non corretto, questo argomento riuscì a propagarsi con facilità fra i suoi sostenitori. Nazionalisti come Calhoun furono costretti dal peso politico in crescita di personalità come quella di McDuffie a cambiare le proprie posizioni e adottare, per dirlo con le parole di Ellis, "una versione ancora più estrema della dottrina dei 'diritti degli stati'", allo scopo di conservare peso politico in Carolina del Sud Il primo tentativo della Carolina del Sud di abrogare una legge federale avvenne nel 1822. I proprietari terrieri dello stato si convinsero che ad aiutare Denmark Vesey nel suo progetto di rivolta di schiavi erano stati marinai afroamericani. Lo Stato quindi emanò una legge, la Negro Seamen Act, con la quale si stabiliva l'imprigionamento di tutti i marinai neri delle imbarcazioni ormeggiate nel porto di Charleston. La Gran Bretagna protestò energicamente, anche perché sempre di più reclutava marinai in Africa. Inoltre, la legge prevedeva che, nel caso in cui i capitani delle navi ormeggiate non avessero rimborsato il costo delle prigioni per i loro marinai, questi avrebbero potuto essere venduti come schiavi dallo Stato. Anche altri Stati del sud promulgarono leggi contro i marinai neri liberi.
Il giudice della Corte suprema degli Stati Uniti William Johnson, nelle sue funzioni di giudice di corte d'appello, dichiarò la legge incostituzionale perché violava i trattati internazionali tra Stati Uniti e Gran Bretagna. Il Senato della Carolina del Sud sostenne che il giudizio di Johnson fosse da considerarsi invalido e che la legge sarebbe stata applicata. Il governo federale non fece nulla per rendere esecutiva la decisione del giudice.

## Conseguenze
La crisi della "nullificazione" provocò una profonda riflessione. Il 1º maggio 1833 Andrew Jackson scrisse in una lettera privata «la legge sui dazi era solo un pretesto, mentre la disunione e la confederazione del sud erano il vero oggetto del contendere: il prossimo pretesto sarà la questione del nero o della schiavitù». La soluzione della crisi istituzionale e la capacità di guida di Jackson furono apprezzate sia al nord sia al sud; lo storico e biografo di Jackson Robert V. Remini ha descritto l'opposizione verso la "dottrina della nullificazione" tra gli Stati del sud, solitamente favorevoli ai diritti degli Stati:
Forrest McDonald, descrivendo la profonda spaccatura creatasi sulla questione tra i sostenitori dei "diritti degli Stati", scrisse che «la dottrina dei diritti degli stati, così come adottata dalla maggior parte degli americani, non riguardava esclusivamente, ma neppure principalmente, la resistenza statale all'autorità federale». Alla fine della vicenda molti sudisti si chiedevano se i Democratici di Jackson rappresentassero ancora gli "interessi del Sud"; lo storico William John Cooper osserva che «numerosi sudisti avevano iniziato a percepirlo [il Partito Democratico di Jackson] come una lancia puntata contro il Sud piuttosto che uno scudo che lo difendeva».
Nel vuoto politico creatosi da questo allontanamento si formò l'ala sudista del Partito Whig; essa fu una coalizione d'interessi unita dall'opposizione a Jackson e, più specificamente, alla sua «definizione di potere esecutivo e federale». Il partito attrasse ex Repubblicani nazionali con una «visione cittadina, commerciale e nazionale» e ad ex sostenitori della "nullificazione". Sottolineando di essere "più sudista dei Democratici", il partito crebbe nel sud contrastando «la questione dell'abolizionismo con vigore e gioia». Con entrambi i partiti che sostenevano di difendere di più il sud, la sfumatura delle differenze presenti tra sostenitori delle "terre libere" e abolizionisti, che divenne rilevante alla fine degli anni 1840 a seguito della vittoriosa guerra messico-statunitense e l'espansione territoriale dovuta alla cessione messicana, non entrarono mai nel confronto politico. Tale mancanza aumentò l'instabilità delle questioni relative alla schiavitù.
Richard Ellis sostiene che la fine della crisi significò anche l'inizio di una nuova era. All'interno del movimento per i "diritti degli Stati" il tradizionale desiderio di mantenere semplicemente «un governo debole, inattivo e ristretto» venne messo in seria discussione. Ellis afferma che
 Intorno al 1850 tale dottrina si era tramutata in una richiesta di uguaglianza degli Stati di fronte alla Costituzione.
James Madison reagì a questa tendenza scrivendo due paragrafi di Consigli per il mio paese, che vennero rinvenuti tra le sue carte; in essi si affermava che l'Unione «dovrebbe essere amata e perpetuata, fare in modo che chi è apertamente ostile ad essa sia visto come una Pandora con il suo vaso aperto; e chi è segretamente ostile come il serpente che si insinua con le sue letali armi dentro il paradiso». Richard Rush pubblicò questi "consigli" nel 1850, quando oramai lo spirito ribelle sudista era talmente eccitato che fu accusato di essere un falso.
La prima prova per il sud sulla questione della schiavitù avvenne durante la sessione finale del Congresso nel 1835. In quello che divenne noto come dibattito sulla "regola del bavaglio" (gag rule): gli abolizionisti inondarono l'Assemblea con petizioni per rendere illegale la schiavitù a Washington, che non era all'interno di alcuno Stato. Il dibattito fu così ostinatamente riaperto ad ogni avvio di sessione che i sudisti guidati dagli esponenti della Carolina del Sud Henry Laurens Pinckney (sindaco di Charleston) e James Henry Hammond (governatore della Carolina del Sud), impedirono che le petizioni fossero perfino depositate ufficialmente al Congresso. Guidati da John Quincy Adams, gli abolizionisti mantennero la questione al centro della politica nazionale fino alla fine del 1844, quando il Congresso revocò le restrizioni sull'accoglimento delle petizioni. Descrivendo con accuratezza l'eredità lasciata dalla crisi, Sean Wilentz scrive:
Nello specifico per la Carolina del Sud l'eredità della crisi coinvolse sia le divisioni all'interno dello Stato federato durante lo svolgersi della crisi stessa sia l'apparente isolamento statale quando questa fu risolta. Nel 1860, quando la Carolina del Sud divenne il primo Stato a dichiarare la secessione, era oramai più unito internamente di qualsiasi altro stato meridionale. Lo storico Charles Edward Cauthen scrive: